# Rok Roj
Rok Roj (Maribor, 10 augustus 1986) is een Sloveens voormalig voetballer die als middenvelder of verdediger speelde.

## Clubcarrière
Roj debuteerde in 2005 bij NK Maribor dat hem begin 2007 verhuurde aan NK Malečnik. In het seizoen 2007/08 speelde hij in Oostenrijk voor WAC St. Andrä en een seizoen later weer in Slovenië voor MU Šentjur. In het seizoen 2009/10 kwam Roj uit voor Olimpija Ljubljana en het seizoen daarna voor NK Rudar. Van 2011 tot 2013 speelde Roj voor FC Volendam. Daarna kwam hij kort uit voor NK Zavrč voor hij in Kazachstan bij Taraz FK tekende. In 2015 speelde Roj in Oezbekistan voor FC Nasaf. Hij maakte de tweede helft van het seizoen 2015/16 af bij NK Drava Ptuj. Vervolgens werd hij jeugdtrainer bij NK Miklavž waar hij ook in het veteranenteam ging spelen. 